# Einstein (miniserie televisiva)
Einstein è una miniserie televisiva italiana diretta da Liliana Cavani.

## Trama
Viene raccontata la vita di Albert Einstein dalla gioventù in Germania fino agli ultimi anni passati negli Stati Uniti. Durante gli studi universitari in Svizzera ebbe modo di conoscere Mileva Marić di cui si innamorò. Dal loro matrimonio nacquero due figli maschi, Hans Albert ed Eduard. In quegli anni EInstein lavorava alla teoria della relatività, inizialmente ignorata ma poi accettata dai fisici tedeschi, e insegnava in diverse università. Iniziò presto  una relazione con la cugina divorziata Elsa Löwenthal. Dopo un periodo tribolato, Mileva andò a Zurigo con i figli e nel 1919 i due divorziarono. Nello stesso anno Einstein sposò in seconde nozze la cugina alla quale restò legato fino alla morte di lei nel 1936. Le posizioni antimilitariste assunte da Einstein durante la prima guerra mondiale, nonché il crescente clima antisemita nella Germania post-bellica, crearono un ambiente particolarmente difficile per Einstein. Presto cominciò a ricevere lettere minatorie e ingiurie mentre usciva dal suo appartamento o dall'ufficio. Nell'ottobre 1933, con l'intensificarsi delle persecuzioni anti-semitiche, decise di trasferirsi negli Stati Uniti. Durante gli anni trenta, con i nazisti al potere, i suoi lavori furono screditati venendo etichettati come "fisica ebraica", in contrasto con la "fisica tedesca" o "ariana". Einstein, diventato cittadino americano e attenzionato dall'FBI, proseguì le sue ricerche a Princeton iniziando lo studio della forza nucleare forte e della forza nucleare debole, quest'ultima per opera di Enrico Fermi. Nell'aprile del 1955 fu colpito da una improvvisa emorragia e morì all'ospedale di Princeton a 76 anni.

## Accoglienza
La miniserie è stata trasmessa su Rai 1 il 26 e 27 ottobre 2008 totalizzando 5.081.00 spettatori (22,53% di share) la prima sera e 5.358.000 spettatori (19,38%) la seconda.